# Przymacicze
Przymacicze (łac. parametrium) – w anatomii człowieka łączne określenie struktur znajdujących się pomiędzy blaszkami otrzewnej schodzącej z przedniej i tylnej ściany macicy (blaszką przednią i tylną więzadła szerokiego macicy). W jego skład wchodzi tkanka łączna, tkanka tłuszczowa, nerwy, sploty żylne (maciczny i pochwowy), tętnica maciczna, naczynia chłonne, końcowy odcinek moczowodu i więzadło obłe macicy.